# Литкін Георгій Степанович
Георгій Степанович Литкін (комі Степан Йогор, псевдонім — Йогуш; 1835–1907) — російський педагог, заслужений викладач історії та географії; історик, етнограф, фіно-угрознавець, монголознавець, комі поет і просвітитель.

## Біографія
Народився 26 травня (7 червня) 1835 року в Усть-Сисольську Вологодської губернії (нині Сиктивкар, Республіка Комі) у родині зирянського походження. Закінчив у 1848 році повітове училище в Усть-Сисольську, потім Вологодську гімназію. У 1854—1858 роках навчався на факультеті східних мов Санкт-Петербурзького університету, де примикав до революційних гуртків та товариства «Земля і воля». У 1859 році залишений як кандидат для роботи на кафедрі.
Для підготовки до професорської діяльності відряджений на два роки в Астраханську, Ставропольську губернії та область Війська Донського. У відрядженні виявив кілька зразків середньовічної калмицької літератури, зробив їх переклади та публікації.
У 1865—1869 роках викладав у Ларінській гімназії. Із 8 серпня 1869 року до своєї смерті викладав історію в 6-й Санкт-Петербурзькій гімназії.

## Наукова діяльність
Темами наукової діяльності Литкіна були монголістика, калмикознавство та фіно-угорське мовознавство. Він зробив великий внесок у створення літературної комі мови. Займався перекладами церковної літератури на комі мову (у тому числі переклав Євангеліє від Матвія). Написав перший комі буквар, досліджував історію комі мови, склав порівняльно-зіставний словник пермських мов. Писав вірші елегійного характеру.
За своєю спеціальністю видав підручник «Загальної географії» (СПб., 1890—1894).